# Abbaye Sainte-Élisabeth du Quesnoy
L'Abbaye Sainte-Élisabeth du Quesnoy est une abbaye fondée en 1260 et aujourd'hui disparue [Quand ?].
Elle était située sur le territoire de la commune du Quesnoy dans le Nord de la France.
Elle fut occupée par des moniales augustiniennes venues de l'abbaye de Prémy, près de Cambrai.

## Historique

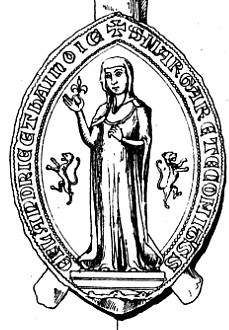
Marguerite de Constantinople.

L'abbaye fut fondée en 1260 par Marguerite de Constantinople, comtesse du Hainaut et de Flandres .